# Schleuse Ritteburg
Die Schleuse Ritteburg ist eine denkmalgeschützte Schleuse in einem Schleusenkanal der Unstrut in Ritteburg. Ritteburg ist ein Ortsteil von Kalbsrieth im thüringischen Kyffhäuserkreis. Die Schleuse Ritteburg ist eine Bedarfsschleuse und nicht regelmäßig besetzt. Es ist notwendig, Schleusungen vorher telefonisch anzumelden.

## Geschichte
Eine Nutzung der Unstrut als Transportweg ist seit 981 urkundlich belegt. Schifffahrt auf der Unstrut wird 1602 erwähnt. Eine nennenswerte wirtschaftliche Nutzung war aufgrund der geringen Tiefe und der morastigen Ufer lange Zeit nur sehr eingeschränkt möglich. Zur Erhaltung der Uferwege mussten große Anstrengungen unternommen werden, da diese für das Treideln der Frachtkähne unabdingbar notwendig waren. Ab dem Jahre 1790 wurde die Saaleschifffahrt weiter ausgebaut. Der Kurfürst von Sachsen, Friedrich August III. ordnete in diesem Zusammenhang an, die obere Saale und auch die Unstrut wirtschaftlich schiffbar zu machen und Sperrwerke zu errichten. Die Schleuse Ritteburg wurde im Rahmen des Großprojektes der Schiffbarmachung von der Saale bis zur Unstrut 1790 bis 1794 erbaut. Sie wurde 1794 als letzte der ursprünglich 12 Unstrutschleusen fertig gestellt. Im Jahr 1834 war die Unstrut durchgängig (zeitgenössisches Zitat) (be)fahrbar gemacht, und es sind 12 Schleusen an derselben angelegt, nämlich zu Artern, Ritheburg, Schönewerda, Roßleben, Wendelstein, Nebra, Vitzenburg, Karsdorf, Burgscheidungen, Laucha, Zscheiplitz und Freiburg. Bei sämmtlichen Schleusen sind Zugbrücken angelegt, damit die Straßen nicht unterbrochen werden.
Mitte der 1950er Jahre bereits verlor die Unstrut als Wasserstraße an wirtschaftlicher Bedeutung. Die wasserbaulichen Anlagen wurden vernachlässigt. 1967 wurde der Fluss aus dem Verzeichnis der Binnenwasserstraßen der DDR gestrichen und im Rahmen eines Hochwasserschutzprogramms für die Unstrut die Schleusen Artern, Schönewerda, Roßleben, Nebra, Vitzenburg, Karsdorf und Freyburg stillgelegt.

## Beschreibung
Die Schleuse Ritteburg und das dazugehörige Wehr wurden als letzte Anlage der zwölf Staustufen an der Unstrut am 12. November 1794 eingeweiht. Die Schleuse Ritteburg ist eine Kammerschleuse mit geraden Kammerwänden aus Sandsteinblöcken. Die Schleusenhäupter bestehen ebenfalls aus Naturstein. Die Stemmtore waren aus Eichenholz. Die erste Grundsanierung der Schleuse Ritteburg und der nicht mehr vorhandenen Schleuse Schönewerda erfolgte 1883. Die Schleuse war zugelassen für Schiffe bis zu einer Länge von etwa 46 Metern, was dem heute nicht mehr gebräuchlichen Unstrutmaß entspricht. Durch das Hochwasser 1986 wurde die Schleuse beschädigt und stillgelegt.
Im Winter 2000 begann man mit der Sanierung der Schleuse und des Wehres. Am 31. August 2002 konnte an der rekonstruierten Schleuse Ritteburg nach mehrjähriger Bauzeit die erste offizielle Schleusung vorgenommen werden. Die Kosten für die Rekonstruktion betrugen 1,7 Millionen Euro. Die Schleuse Ritteburg ist die einzige handbetriebene Schleusenanlage an der Unstrut.  Sie wurde originalgetreu rekonstruiert.
Die heutige Schleuse hat eine nutzbare Länge von 45,00 Meter. Sie ist 5,20 Meter breit. Die Fallhöhe beträgt im Mittel etwa 1,25 Meter. Zum Verschließen der Schleusenkammer dienen Stemmtore, die über Torstangen geöffnet und geschlossen werden. In den Toren befinden sich Schützen zum leeren bzw. füllen der Schleusenkammer. Sie ist die einzige Schleuse an der Unstrut die von Hand mit Muskelkraft betrieben wird.

## Das Wehr
Das Wehr wurde wie die Schleuse 1794 fertiggestellt. Die Länge des Wehrüberlaufes betrug 32 Meter und die Stauhöhe 1,25 Meter. Im Zuge der Grundsanierung des Wehres 1883 wurden zum Hochwasserschutz der Anlieger zwei Retentionsflächen mit einem Fassungsvermögen von mehr als 26 Millionen Kubikmeter theoretischen Nutzungsvolumen im Bereich der Helme angelegt. 1986 brach bei einem Hochwasser das Ritteburger Wehr. Auch die Schleuse wurde in Mitleidenschaft gezogen, beschädigt und konnte fortan nicht mehr genutzt werden und verfiel. Von 2000 bis 2002 wurde das Wehr neu errichtet. Etwa 480 Quadratmeter Betonfläche, 25 Tonnen Eisengitter und 230 Tonnen Spundwände aus Stahl wurden bei dem neuen Wehr verbaut, das mit der etwa 15 Meter langen Fischtreppe das Wanderfischprogramm des Freistaates Thüringen fördert. Die Verankerungen reichen 6,70 Meter tief ins Erdreich.